# Yolande van Lalaing

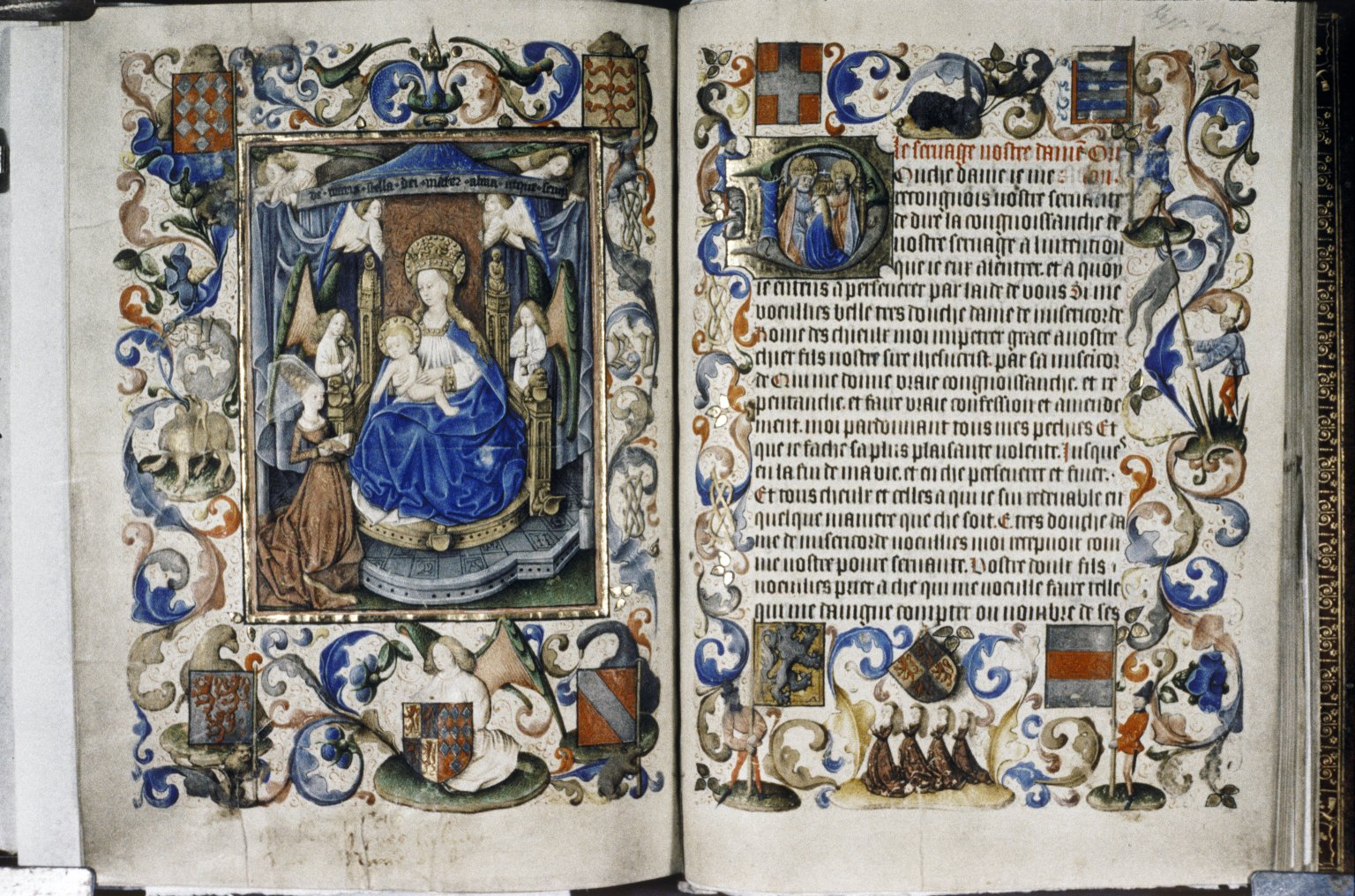
Op de linkerbladzijde van het getijdenboek van Yolande van Lalaing is Yolande geknield voor de maagd Maria afgebeeld.

Yolande van Lalaing (Lallaing, ca. 1422 – Vianen, 15 augustus 1497) was de oudste dochter van Willem van Lalaing en diens vrouw Johanna van Créquy, echtgenote van Reinoud II van Brederode en kasteelvrouwe van Brederode.

## Leven
Toen haar vader in 1433 aan het hof van Isabella van Portugal, echtgenote van Filips de Goede, verbleef (onder andere in opvolging van Hugo van Lannoy en vanaf 1436 als haar chevalier d'honneur) nam hij zijn dochters Yolande en Isabella met zich mee teneinde hen een Bourgondische opvoeding te geven.
Toen haar vader in 1440 werd benoemd tot de nieuwe stadhouder van Holland en Zeeland verhuisde Yolande mee naar Den Haag. Haar vader geraakte echter zo verwikkeld in de Hoekse en Kabeljauwse twisten, dat hij uiteindelijk in 1445 zou worden vervangen. Willem had op 28 november 1445 de voorwaarden afgesloten voor het huwelijk van Reinoud II van Brederode, heer van Brederode en Vianen en aanhanger van de Hoekse zaak, en zijn oudste dochter Yolande. Hij schonk zijn dochter twaalfduizend Bourgondische schilden of écu's als bruidsschat én zegde haar daarbovenop een erfenis van negenduizend schilden toe.
Yolande verhuisde nu naar het kasteel Batestein in Vianen, de voornaamste residentie van haar echtgenoot. Hier zou ze het leven schenken aan haar dochters Josina, Johanna, Walravina en Anna. In 1462 schonk ze haar echtgenoot voor het eerst een zoon, genaamd Walraven. In 1465 volgde nog een zoon, Frans en in 1466 ten slotte nog een dochter, die naar haar moeder Yolande werd genoemd. Yolande trok geregeld van Vianen naar Utrecht, waar haar man Reinoud en diens broer Gijsbrecht, de domproost van Utrecht, bezittingen hadden.
Haar man zou in de nasleep van de zogenaamde Utrechtse Oorlog door David van Bourgondië, de bisschop van Utrecht en bastaardzoon van Filips de Goede, worden gevangengenomen en samen met zijn broer en bastaardzoon in het kasteel Duurstede met behulp van martelingen worden ondervraagd. In de tussentijd nam Yolande het bestuur over de verschillende gebieden van het Huis Brederode op zich. Reinoud werd uiteindelijk op bevel van de nieuwe hertog Karel de Stoute vrijgelaten, maar zou op 16 oktober 1473 aan zijn verwondingen overlijden.
Reinoud wees op zijn sterfbed Yolande aan als voogdes van zijn beide zonen, daar deze minderjarig waren. Haar voogdij werd echter betwist door Reinouds bastaardzonen, diens broer Gijsbrecht alsook door diens neef Reynier van Broeckhuysen. Yolande zou haar rechten aanvankelijk met succes verdedigen, onder meer door de prior van het Karmelietenklooster van Haarlem, Jan Gerbrantszoon, een werkje getitel Kronyk der Heeren van Brederode, schrijven om haar aanspraken te verdedigen en waarin de daden van Reinoud werden beschreven om als voorbeeld te dienen voor haar kinderen, alsook werd aangetoond dat het geslacht Brederode van Trojaanse adel afstamde (een claim die wel meerdere adellijke geslachten in die tijd deden). Maar toen Karel de Stoute in 1477 tijdens de slag bij Nancy sneuvelde, maakte Reynier van Broekhuizen zich met geweld meester van de stad en het kasteel van Vianen. Hij wist bovendien ook haar zoon Walraven en twee van haar dochters in handen te krijgen. Yolande moest met lede ogen toezien hoe Reinier de goederen van het Huis Brederode beheerde en de inkomsten daaruit opstreek totdat Walraven de meerderjarigheid had bereikt (1480).
Zijzelf ging samen met dochter Anna wonen op het kasteel Brederode in Santpoort, hetgeen tot haar weduwegoed behoorde. Ze heeft zich niet publiekelijk bemoeid met de naar haar zoon Frans vernoemde Jonker Fransenoorlog (een Hoekse opstand), waarbij deze in 1490 sneuvelde. Anna overleed al kort na 1478.
Rond 1460 liet Yolande een rijk verlucht getijdenboek vervaardigen door een verluchter, die bekend is komen te staan als de Meester van Yolande van Lalaing, en die werkzaam was in Utrecht. Dit werk bevindt zich nu in de Bodleian Library (Oxford, Bodleian Library, Douce 93) en staat vol met heraldiek van het Huis Brederode en haar emblemen (zwijnskoppen en brandende takken). 
Nadat kasteel Brederode in 1492 door Duitse huurlingen tijdens de Opstand van het Kaas- en Broodvolk zwaar beschadigd werd en als onbewoonbaar werd beschouwd, keerde Yolande van Lalaing terug naar kasteel Batenstein. Ze zou uiteindelijk op 15 augustus 1497 aldaar voorgoed haar ogen sluiten.